# Интегральный гиперболический косинус
Интегра́льный гиперболический ко́синус — специальная функция, определяемая интегралом
{\displaystyle \operatorname {Chi} (x)=\gamma +\ln x+\int \limits _{0}^{x}{\frac {\cosh t-1}{t}}\,dt}
где {\displaystyle \gamma } — постоянная Эйлера — Маскерони.
Также возможно определение интегрального гиперболического косинуса через интегральную показательную функцию по аналогии с обычным гиперболическим косинусом:
{\displaystyle \operatorname {Chi} (x)={\frac {1}{2}}\left(\operatorname {Ei} (x)+\operatorname {Ei} (-x)\right)}

## Свойства
- Непосредственно из определения следует, что производная интегрального гиперболического косинуса равна {\displaystyle {\frac {\cosh x}{x}}}, а неопределённый интеграл равен {\displaystyle x\operatorname {Chi} (x)-\sinh {x}}.

- Интегральный гиперболический косинус может быть представлен в виде ряда:

{\displaystyle \operatorname {Chi} (x)=\gamma +\ln x+{\frac {x^{2}}{2\cdot 2!}}+{\frac {x^{4}}{4\cdot 4!}}+{\frac {x^{6}}{6\cdot 6!}}+\cdots =\gamma +\ln x+{\frac {1}{2}}\sum _{n=1}^{\infty }{\frac {x^{2n}}{n(2n)!}}}
- Функция имеет единственный вещественный корень, представленный последовательностью A133746 OEIS:

{\displaystyle x=0.52382257138\dots }